# Joseph Noyon
Joseph Noyon (* 3. Oktober 1888 in Cherbourg; † 5. Oktober 1962 in Boulogne-Billancourt) war ein französischer Kirchenmusiker und Komponist.

## Leben
Noyon spielte als Jugendlicher die Orgel der Kirche Sainte-Trinité seiner Heimatstadt und  war Schüler von Charles de Bériot, Paul Viardot, Alfred Marichelle und Henri Dallier an der Ecole Niedermeyer und von Paul Vidal am Conservatoire de Paris. Seine Teilnahme am Wettbewerb um den Prix de Rome wurde durch den Ausbruch des Ersten Weltkrieges verhindert.
Er wirkte als Organist an der großen Orgel der Kapelle von Saint-Cloud, später als Kapellmeister an der Kirche Notre-Dame in Auteul, Chorleiter bei Radiodiffusion Française und schließlich Kapellmeister an Saint-Honoré-d'Eylau. 
Noyon komponierte zahlreich kirchenmusikalische Werke, darunter mehrere Messen (Messe en l'honneur de sainte Thérèse de l'Enfant-Jésus, Messe en l'honneur de saint Augustin, Messe de la Nativité, Messe Pax Christi), siebzig Motetten, Chöre, Hymnen und drei große Kantaten. Bedeutende Klavierkompositionen entstanden nach dem Ersten Weltkrieg, darunter Impromptu, Ouverture de concert, Les heures roses und Danses grecques.
Nach großer Unterbrechung wandte sich Noyon ab dem Jahr 1947 erneut der Instrumentalmusik zu. In dieser Zeit entstanden Werke wie das Arioso für Violine und Streicher, eine Elégie für Horn, Orgel und Klavier, ein Lamento für Cello, eine Aria für Streichquartett, ein Orgelkonzert, ein Divertissement Pastoral für Oboe,  die Esquisses normandes für Bläserquartett, ein Nocturne und der Marche funèbre.

## Kompositionen
Joseph Noyon komponierte mehr als 400 Werke, größtenteils sakrale Musik, darunter sind:
- Hymne à la nuit (La Nuit de Rameau), für Chor a cappella
- L'enfance de l'Immaculée für Solisten, Frauenchor, Orgel und Orchester (Rose-Marie Paillet gewidmet)

### Motetten
- Cantate Domino, für gemischten Chor, 2 Orgeln, Trompeten und Posaunen
- In Me Gratia (motet à la Sainte Vierge) für 4-stimmigen Männerchor
- Jérusalem acclame, für Chor, Solisten und Orgel
- Laudate Dominum in sanctis (Ps. 150) für 2 Stimmen und Orgel
- Panis Angelicus für gemischten Chor und Orgel
- Notre Père, qui êtes aux cieux, für 4 Stimmen und Orgel
- Tantum Solennel, dit du Congrès, für einstimmigen Männerchor, gemischten Chor, 2 Orgeln, Trompeten und Posaunen

### Messen
- Messe de la Nativité sur des Noëls populaires für 2–3 Stimmen oder 4 Stimmen und Orgel (1942)
- Messe brève für Orgel und Chor
- Messe en l’honneur de Frères des écoles chrétiennes für 4 gemischte Stimmen, Orgel und Instrumente ad lib.
- Messe en l’honneur de saint Augustin für 4 gemischte Stimmen, Orgel und Instrumente ad lib.
- Requiem, für Solisten, Chor und Orchester (1949)
- Oratorium in 7 Teilen für Solisten, Chor, Orchester und Orgel Saint Jean-Baptiste de la Salle (1950)
- Messe solennelle « Pax Christi » für gemischten Chor, 2 Orgeln, Trompeten und Posaunen (1953)

### Orgelwerke
- Allegretto en sol
- Élévation en sol majeur(1924)
- Final en ut majeur
- Variations sur un vieux Noël

### Klavierwerke
- Impromptu
- Ouverture de concert
- Les heures roses
- Danses grecques

### Instrumentalmusik
- Berceuse für Violine und Klavier (1919)
- Arioso für Violine und Streicher
- Elégie für Horn und Klavier oder Orgel
- Lamento für Cello
- Aria für Streichquintett
- Concerto en ré majeur, für Orgel und Orchester
- Divertissement Pastoral für Oboe
- Esquisses normandes für Bläserquartett
- Nocturne
- Marche funèbre

| Personendaten    | Personendaten                              |
| ---------------- | ------------------------------------------ |
| NAME             | Noyon, Joseph                              |
| KURZBESCHREIBUNG | französischer Komponist und Kirchenmusiker |
| GEBURTSDATUM     | 3. Oktober 1888                            |
| GEBURTSORT       | Cherbourg                                  |
| STERBEDATUM      | 5. Oktober 1962                            |
| STERBEORT        | Boulogne-Billancourt                       |